# لئو دیکنز
لئو دیکنز (انگلیسی: Leo Dickens; ۱۶ مارس ۱۹۲۷ – ۲۱ فوریهٔ ۲۰۱۹) بازیکن فوتبال اهل انگلستان بود.